# Юсупов, Рус
Ру́с Юсу́пов (англ. Rus Yusupov, род. 4 мая 1984, Душанбе) — американский дизайнер и технический предприниматель таджикского происхождения. Наиболее известен как соучредитель Vine, а также соучредитель CEO и генеральный директор HQ Trivia.

## Карьера

### Ранняя карьера
Юсупов начал свою карьеру в качестве дизайнера цифровых продуктов, где он работал над проектами, в том числе в качестве ведущего дизайнера первой версии Hulu.com в 2007 году.

### Vine
В июне 2012 года Юсупов стал соучредителем Vine, циклического видеосервиса коротких форм. Vine был продан Твиттеру в октябре 2012 года за 30 миллионов долларов незадолго до официального запуска сервиса. В 2013 году Vine занял первое место в App Store по количеству бесплатных загрузок и стал самым популярным приложением для обмена видео на рынке в то время. Юсупов покинул Твиттер в конце 2015 года после того, как Твиттер лишил Vine приоритета. Позже Юсупов написал в Твиттере: «Не продавайте свою компанию!».

### Intermedia Labs
После ухода из Твиттера Юсупов в 2015 году стал соучредителем Intermedia Labs, студии приложений.
Первым приложением, разработанным Intermedia Labs, была платформа Hype, на которой пользователи имели возможность делиться разнообразным мультимедийным контентом в прямом эфире.
Последующие приложения, разработанные Intermedia Labs, включают Bounce, приложение, которое позволяет пользователям «ремиксировать» видео, и HQ Trivia, викторину на основе встреч, которая транслируется в прямом эфире на мобильные телефоны.

### HQ Trivia
HQ Trivia, самое успешное приложение Intermedia на сегодняшний день, было выпущено в августе 2017 года. Каждая трансляция игры в среднем собирала от 700 000 до 1 000 000 зрителей. HQ был доступен по всему миру в iOS App Store и Google Play, а прямые трансляции были ориентированы на аудиторию Северной Америки, Австралии и Великобритании.
Приложение имело форму игрового шоу в прямом эфире, которое транслировалось каждый день в 9 часов вечера по восточному времени, а иногда и в другое время для специальных тематических программ (посвященных конкретным темам, таким как спорт, музыка или словесные головоломки). Ведущий шоу задавал серию (обычно) из двенадцати вопросов с множественным выбором, на каждый из которых было три возможных ответа. Те игроки, которые правильно ответили на вопросы в течение 10-секундного лимита, прошли дальше, а остальные были исключены. Игроки, правильно ответившие на последний вопрос, делят призовой фонд пополам. Совсем недавно этот приз составлял 5000 долларов для большинства игр, но однажды он достиг 400 000 долларов.

## Признание
Intermedia Labs — одна из самых инновационных компаний в мире в 2018 году. HQ Trivia стала финалистом в категории приложений и игр конкурса Fast Company 2018 Innovation By Design.

## Отраслевые награды
Юсупов получил отраслевые награды, в том числе премию «Tribeca» за прорывные инновации (2013), премию журнала Variety «Прорыв года» (2014), премию PGA Digital VIP Award (2014), Премию UJA Лидии Варелян за лидерство (2015) и премию Webby Award’s Webby 50 (2015).
HQ Trivia получила награду A-Train Award за лучшую мобильную игру на New York Game Awards 2018.